# Efeito Rehbinder
O efeito Rehbinder na física é a redução da dureza e ductilidade de um material, particularmente de metais, por um filme de surfactante. O efeito é nomeado em homenagem ao cientista soviético Piotr Rehbinder, que descobriu o efeito em 1928.
Uma explicação proposta para esse efeito é a interrupção de filmes de óxido na superfície e a redução da energia superficial pelos surfactantes.
O efeito é de particular importância em usinagem, já que lubrificantes reduzem as forças de corte.